# Gheorghe Cardaș
Gheorghe Cardaș (n. 1 aprilie 1899, comuna Drăgușeni, județul Baia – d. 17 aprilie 1983, București) a fost un critic, editor, istoric literar și bibliograf român.

## Biografie
Tatăl său, Gheorghe Cardaș, a absolvit Academia Mihăileană și a fost primar și notar în comuna Drăgușeni. Mama sa, Amalia Cardaș (născută Camondo), era de origine sefardă. La tatăl Amaliei a stat în gazdă Samuil Isopescu, pe când era student la Viena și coleg cu Mihai Eminescu.
Familia și-a întins ramurile în neamul de cărturari: învățător Constantin Cardaș, profesor-inventator Haralambie Ciocan, preot Ilie Anisescu, profesor Ștefan Constantinescu, profesor Constantin Ilioaia.

### Studii
Gheorghe Cardaș urmează școala primară la Topile, Siliștea și Drăgușeni; liceul, la Fălticeni (1913-1915), București (1915-1916) și Roman (1917-1921). Ca licean corespondează cu profesorul Vasile Ciurea despre situl arheologic de la Cucuteni.
Este student al Facultății de Litere și Filosofie a Universității din București (1921-1924). 
În anii 1926-1927 audiază, la Paris, cursuri la Sorbona și la Collège de France. Tot la Paris obține titlul de Doctor în Literatură comparată în 1926. 

### Repere profesionale
A lucrat ca funcționar superior la Biblioteca Academiei Române (1921-1933), profesor secundar în București (1932-1943), referent științific la Institutul de Istorie din București (1950-1953), Membru al Uniunii Scriitorilor din România. A fost redactor la Albina (1921-1941), Mișcarea literară (1924-1925) și Revista Liceului Internat din Buftea (1934-1939). În anul 1953 a participat, alături de alte personalități, la omagierea centenarului nașterii compozitorului Ciprian Porumbescu.
Între anii 1958 și 1964 a fost deținut la Jilava și Gherla.
Gheorghe Cardaș a fost căsătorit, dar nu a avut copii. Și-a petrecut ultimii ani la căminul de bătrâni bucureștean din strada Barbu Delavrancea.

## Carieră
Debutează în 1916, în revista Ion Creangă din Bârlad, iar editorial, în 1927, cu volumul Pagini de istorie literară românească. Scriitori vechi. Colaborează la: Adevărul literar și artistic, Boabe de grâu, Convorbiri literare, Cugetul românesc, Făt-Frumos, Manuscriptum, Mitropolia Olteniei, Neamul românesc pentru popor, Prietenii istoriei literare, Revista de etnografie și folclor, Revista istorică, Revista macedo-română, Universul literar, Vestitorul satelor și Viața românească.
Activitatea de editor a lui Cardaș este ilustrată îndeosebi prin edițiile de pionierat din opera Ion Budai-Deleanu: Țiganiada (1925), publicată în „forma definitivă din 1800-1812”, și Trei viteji (1927), poem tipărit „pentru prima oară după manuscrisul original”. Ca istoric literar, bibliograf, colecționar al unei impunătoare arhive de documente, scrisori și acte, s-a afirmat mai întâi prin colaborarea cu I.E. Torouțiu la editarea primului volum din seria Studii și documente literare (1931).
Și-a valorificat propriile achiziții documentare în Documente literare (I-II, 1971-1973), care conțin seturi de scrisori și acte, bogat comentate, ale unor scriitori precum Gh. Adamescu, F. Aderca, I. Agârbiceanu, Tudor Arghezi, G. Bogdan-Duică, Ioan Bogdan, Vasile Bogrea, Emanoil Bucuța, G. Călinescu, Panait Cerna, Al. Claudian, Ilarie Chendi, Mihai Codreanu, Grigore Crețu, Ov. Densusianu și Mihail Dragomirescu.
În Anexe sunt publicate răspunsuri la chestionarul pe care Cardaș îl adresase scriitorilor, precum și la chestionarul lui Isaia Tolan. „Pe cât de variate și de numeroase sunt scrisorile inedite, pe atât de meritorii se prezintă notele bibliografice și cele explicative asupra unor personaje culturale astăzi obscure” (Șerban Cioculescu).
Cu o acuratețe remarcabilă a informației, a întocmit mai multe antologii de poezie și proză românească. Ca folclorist a tipărit culegerea Cântece poporane moldovenești (1928), unde relevă repertoriul rapsodului Nastasă Crețu din Drăgușeni - Suceava (231 de cântece bătrânești, hore și chiuituri).

### Publicistică
- Călători apuseni despre Românii din Peninsula balcanică, în Revista Macedo-română, an II, nr. 1 (1930), pp. 48-60
- Biblioteci românești vechi, în Boabe de grâu. Revistă de cultură, 1, nr. 10 / 1930, pp. 611-616, București (1930)

### Scrieri
- Pagini de istorie literară românească. Scriitori vechi, I, Arad, 1927;
- Ion Budai-Deleanu, București, 1928;
- Tratat de bibliografie, București, 1931;
- Studii și documente literare, vol. I (în colaborare cu I. E. Torouțiu)
- Istoria literaturii românești de la origine până în zilele noastre, București, 1938;
- Vieața lui Mihai Eminescu (1850-1889), București, 1939;
- Introducere în literatură. Formele literare (în colaborare cu Napoleon N. Crețu și C. Fierăscu), București, 1940.
- Documente literare, I-II, București, 1971-1973;

### Ediții
- I. Budai-Deleanu, Țiganiada, introducerea editorului, București, 1925
- Trei viteji, 1927;
- Ion Creangă, Povești, București;
- Petre Ispirescu, Basmele românilor, București, 1939;
- Vuk Ștefanovici Karagici, Cântece populare sârbești, prefața editorului, București, 1977.

### Antologii
- Cântece poporane moldovenești, București, 1928;
- Fabula în literatura românească, I-II, introducerea editorului, București, 1934-1936;
- Bucureștii de altădată cântat de poeți, București, 1936;
- Poeții și prozatorii Ardealului până la Unire (1800-1918), introducerea editorului, București, 1936;
- Poeții și prozatorii Basarabiei până la Unire (1812-1918), introducerea editorului, București, 1937;
- Poezia românească de la origine până în zilele noastre (1673-1937), I-II, introducerea editorului, București, 1937;
- Poeții munteni până la Unire (1787-1859), introducerea editorului, București, 1937;
- Regele Carol al II-lea preamărit cu slavă și credință de cântăreții neamului, București;
- Poezii cu formă fixă, prefața editorului, București, 1973.